# Scabrostomus baileyi
Scabrostomus baileyi är en skalbaggsart som beskrevs av Paul E.Skelley och Gordon 2001. Scabrostomus baileyi ingår i släktet Scabrostomus och familjen Aphodiidae. Inga underarter finns listade i Catalogue of Life.